# Wilhelm Schultze

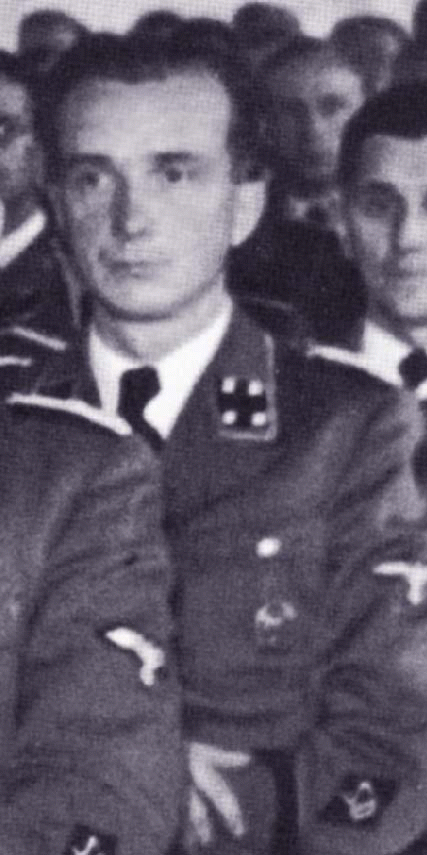
Wilhelm Schultze v uniformě (před rokem 1946)

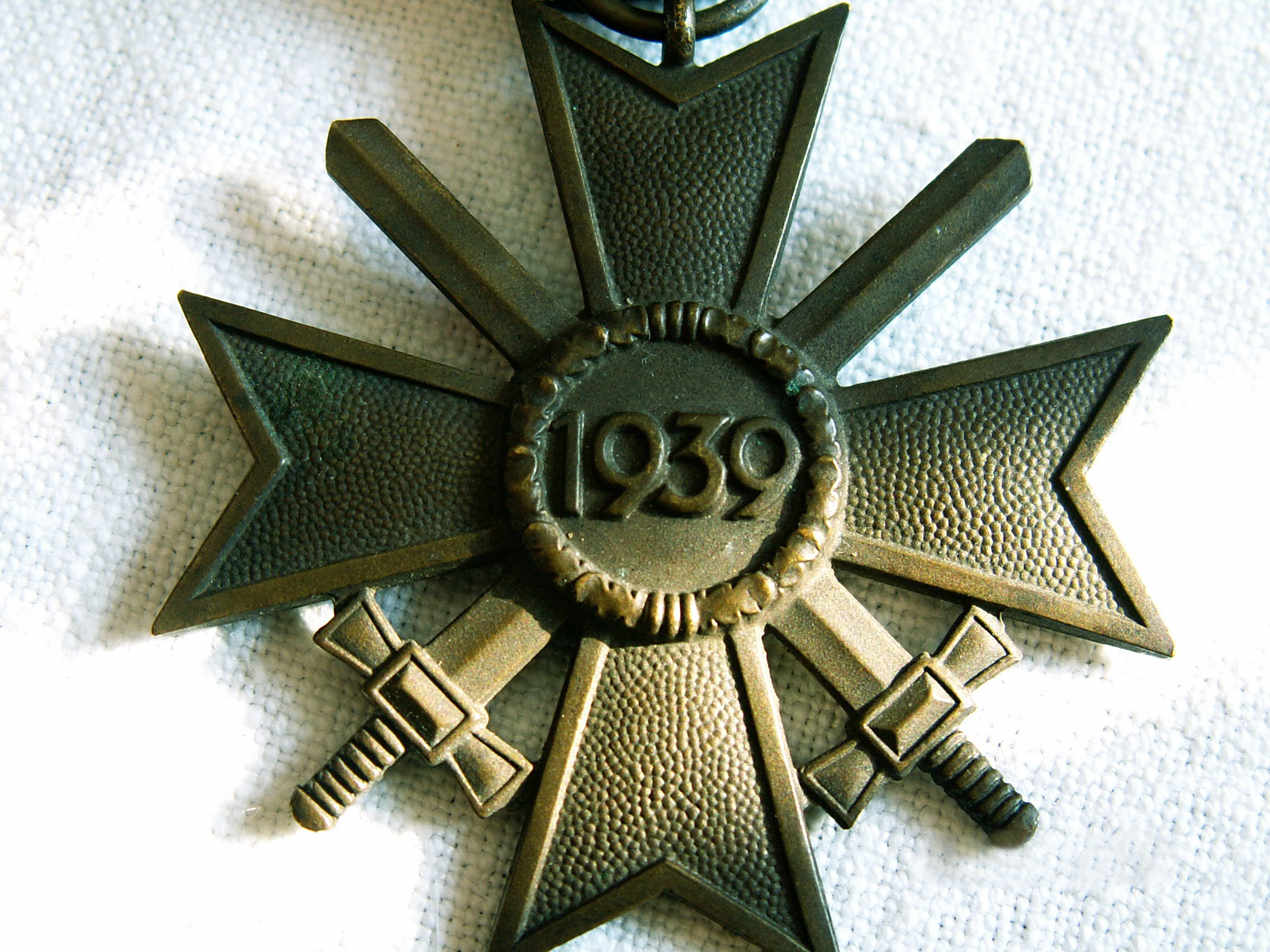
Válečný záslužný kříž druhé třídy s meči

Wilhelm Schultze (18. září 1909 v Peine u Hannoveru – místo a datum smrti neznámé?), uváděn též jako Wilhelm Schulze, byl Kriminální rada pražského gestapa.
Studoval původně zvěrolékařství. V polovině roku 1941 byl převelen do protektorátní Prahy z berlínské centrály Hlavního říšského bezpečnostního úřadu (RSHA - Reichssicherheitshauptamt). Zastával funkci šéfa (kontrarozvědného) III. oddělení pražské řídící úřadovny Gestapa (policejní kriminalista, zpravodajský odborník, nacistický policejní expert a vyšetřovatel). Ve své funkci podléhal pouze šéfovi řídící úřadovny Gestapa. V protektorátu měl pověst světáka, jehož velkou slabostí byly ženy. Schopný a vlivný (měl přímý vliv i na K. H. Franka) Wilhelm Schulze (v hodnosti SS-Hauptsturmführer) vybudoval během druhé světové války se svým týmem výkonný zpravodajský aparát. (V roce 1943 navíc referát IV-N.) Byl povýšen na kriminálního radu, vyznamenán Válečným záslužným křížem II. i I. třídy s meči a osobně pochválen Himmlerem. V době Pražského květnového povstání 1945 se svou ženou a čtyřmi dětmi opustil Prahu. Jeho poválečné osudy nejsou známy. Podle některých zdrojů byl agentem britské tajné služby.

## Některé akce Wilhelma Schultzeho

### Karel Šváb a spol.
Knihkupectví a nakladatelství Karla Švába (na adrese: Mostecká 55/3, Praha I, německy se ulice jmenovala Brückengasse) sloužilo od jara 1939 jako agenturní (zpravodajská) přepážka  štábního kapitána Václava Morávka pro styk se zahraničním. Přibližně od března 1941 sloužilo toto knihkupectví a nakladatelství také majoru RNDr. Josefu Jedličkovi jako agenturní (zpravodajská) přepážka. Karel Šváb spolupracoval s Obranou národa a se Třemi králi. Od března 1942 bylo nejspíše knihkupectví pod dohledem gestapa. Dne 23. března 1942 byla gestapem zatčena Zdenka Schwarzová a Karel Šváb. O den později (24. března 1942) zatklo gestapo i Vincyho Schwarze. (Vincy Schwarz byl německý antinacista a překladatel knih Karla Čapka. Byl inspirátorem později založené odbojové skupiny "Předvoj".) Příkazy k zatčení všech vydal komisař gestapa Wilhelm Schultze, vedoucí kontrašpionážního referátu III. Karel Šváb, Zdenka Schwarzová a Vincy Schwarz byli 30. června 1942 popraveni na Kobyliské střelnici v Praze (spolu s podplukovníkem Josefem Mašínem, plukovníkem Josefem Churavým a majorem RNDr. Josefem Jedličkou).

### Josef Jedlička
Vedoucí IV. Oddělení Wilhelm Schultze se po zatčení (v sobotu 9. října 1941 kolem 02:30 nad ránem) odbojáře – majora letectva RNDr. Josefa Jedličky, který působil v protektorátu jako sovětský zpravodajský rezident (pracující ve prospěch sovětské vojenské rozvědky GRU) podílel na jeho výsleších.

### Josef Churavý
V roce 1941 působil plukovník Josef Churavý jako jeden z vedoucích představitelů odbojové organizace Obrana národa (ON), byl jejím zástupcem v organizaci ÚVOD a rovněž působil jako vedoucí vojenské části PVVZ. V okamžiku zatčení (9. října 1941 ve 21 hodin na nábřeží Na Františku) našlo gestapo u Churavého peněžní stvrzenku – výdajový doklad na několik tisíc korun podepsaný příjemcem jménem "René". Stejné krycí jméno bylo objeveno v dešifrovaných radiových zprávách (určených exilové vládě do Londýna) zabavených gestapem při zátahu na ilegální vysílačku Sparta v jinonickém akcízu v noci ze 3. na 4. října 1941. (Ale Churavý k osobě Reného nemohl nic konkrétního uvést. Viděl jej pouze v přítmí osobního auta při předávání peněz a při podpisu stvrzenky.)
Do výslechů plukovníka Churavého se zapojil vrchní odborový rada komisař Wilhelm Schultze až po 17. prosinci 1941. Slušnější jednání ze strany gestapa bylo motivováno záměrem, že by je Churavý mohl přivést na stopu německého zrádce - dvojitého agenta vystupujícího pod krycím označením "René". Komisař Wilhelm Schultze proto ještě před Vánocemi 1941 vezl Josefa Churavého do Berlína a pak do Liberce, ale tato akce neměla žádný výsledek.
Vysoce postaveným Němcem s krycím jménem "René" byl – jak se ukázalo později – ve skutečnosti Paul Thümmel. Paul Thümmel (osobní přítel Říšského vedoucího SS Heinricha Himmlera, zasloužilý člen NSDAP) byl od roku 1936 veden jako placený spolupracovník 2. oddělení hlavního štábu MNO (československé vojenské zpravodajské služby) s kódovým označením agent A-54 (krycími jména Voral, Franta, René a další).

### Václav Morávek

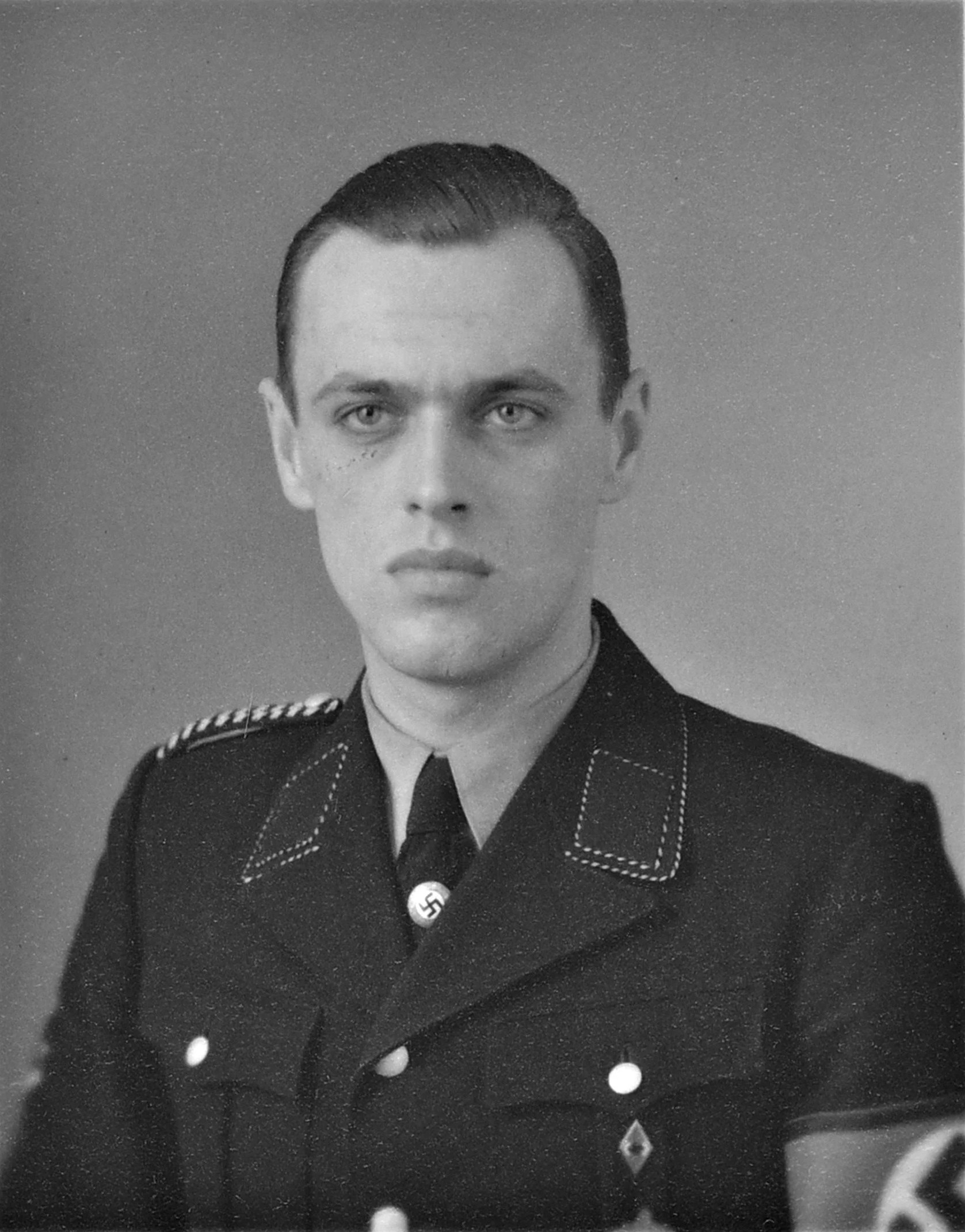
Dittmar Bingel

V domě (na adrese Karlova 145/25, Praha 1) se nacházel byt manželů Schmiedlových: nevidomého Jana Schmiedla a neslyšící Jany Schmiedlové. Tento byt byl jedním z mnoha, kterých používala vojenská ilegální odbojová organizace Obrana národa ale především pak členové její zpravodajsko-sabotážní skupiny Tři králové. Na základě výslechu Morávkovy spojky – odbojáře Josefa Peleje (zadrženého 18. prosince 1941 v Jungmannově ulici) – provedlo gestapo brzy ráno 20. prosince 1941 prohlídku tohoto bytu. Osm úředníků gestapa vedl Wilhelm Schultze. V bytě překvapený štábní kapitán Václav Morávek zasáhl výstřelem nejprve kriminálního komisaře Dittmara Bingela (do pravého ramene a pravého kyčle) a pak úředníka gestapa Williho Lingera (odraženou střelou do stehna).
Když zasahujícím příslušníkům gestapa došla munice, nechal Wilhelm Schultze obsadit vchod domu a zároveň poslal jednoho ze zasahujících úředníků pro posilu na nejbližší policejní komisařství. Václavu Morávkovi se podařilo mezitím seběhnout do přízemí domu. Úředníka gestapa Alfréda Jägera střelil do pánve. Sám jen lehce zraněný unikl do ulice. V konspiračním bytě zůstaly výbušniny, rozsáhlý zpravodajský materiál, šifrovací kniha jakož i seznamy konfidentů gestapa (takzvaný index Hnutí odporu). Gestapu padly do ruky (podle poválečné výpovědi Dittmara Bingela) taktéž Morávkovy paměti "Od důstojníka k zločinci". (Pokud tyto Morávkovy paměti skutečně existovaly nedochovaly se. Jako místo jejich nálezu je sice uváděn tento byt v Karlově ulici, ale podle jiných protokolů byly Morávkovy paměti nalezeny jinde a jindy a to již 15. prosince 1941.) (Po přestřelce v Karlově ulici zůstal štábní kapitán Václav Morávek prakticky bez spojení a bez kontaktů.)

### Operace Silver A
V roce 1942 vyšetřoval šéf kontrarozvědného oddělení Wilhelm Schultze zatčenou Hanu Krupkovou (1921–1997) z Pardubic. Ta spolu se svým manželem Václavem Krupkou spolupracovala s výsadkem Silver A. Manželé Krupkovi jeden čas ukrývali velitele diverzní skupiny Silver A nadporučíka Alfréda Bartoše.

#### Hana Krupková
Při výslechu v Petschkově paláci (v noci ze 17. na 18. června 1942) s Hanou jednal Schultze velice slušně. Dal přinést jídlo, kávu a cigarety. Hana byla pohledná mladá žena a mezi ní a Schultzem došlo k intimnímu sblížení. Wilhelm Schultze jí slíbil záchranu a přislíbil zachránit i jejího manžela. Když bylo po aktu, odešel Schultze do vedlejší místnosti. Otevřenými dveřmi Hana, ležící na pohovce, slyšela celý výslech svého manžela i co vypovídal. Wilhelm Schultze dodržel svůj slib. V dalších měsících střídavě pobývala Hana Krupková v samovazbě na Pankráci a v terezínské Malé pevnosti. Na začátku ledna roku 1943 byla náhle odvezena ke kadeřníkovi. Potom byla Hana Krupková předvedena na krátkou audienci ke K. H. Frankovi do Černínského paláce. Následně byla propuštěna s tím, že nastoupí do zaměstnání v jinonické Waltrovce. Tady měla pracovat (nejspíše jako informátorka) pro gestapo. Druhou světovou válku Hana přežila. Jak ukázalo poválečné vyšetřování v továrně, Hana Krupková během posledních dvou válečných let nikoho gestapu neudala.

#### Václav Krupka
Hanin manžel Václav Krupka byl rovněž předveden ke K. H. Frankovi. Nedostal ovšem svobodu, nýbrž musel zvolit jednu z nabídek:
- Vstoupit do SS a na frontě v řadách německé armády odčinit svoji účast v československém odboji nebo
- být deportován do koncentračního tábora.

Krupka sice zvolil druhou možnost (KT Mauthausen), ale po intervenci jeho ženy Hany (u Fridricha Wintera z centrály gestapa) byl nakonec v listopadu 1943 poslán do Flossenbürgu. Zde se dočkal konce druhé světové války.

### Kartotéka V-Personen
V pátém patře domu (na adrese: Štěpánská 626/63, Praha 1) bylo od dubna roku 1944 sídlo firmy Glawa. Tato firma vystupovala jako velkoobchod uměleckým sklem, které sice nakupovala od skláren v protektorátu a Sudetech, ale ve skutečnosti se jednalo o fiktivní společnost ukrývající kancelář pražského gestapa. V prostorách firmy Glawa byla umístěna ústřední kartotéka (krycí označení "V-Personen") konfidentů z celých Čech. Trvale zde pracovalo sedm úřednic a úředníků gestapa. Firma byla registrována na magistrátu na jméno konfidenta gestapa a ředitele Lucerny Augustina Seidla. Tuto kancelář vedl Wilhelm Schultze. Jeho zástupcem byl Willi Abendschön (další z horlivých činovníků pražského gestapa, který se snažil dopadnout Tři krále). V květnu roku 1945 byla tato ústřední kartotéka konfidentů převezena do Petchkova paláce a zde byla nejspíše zničena spolu s dalšími písemnostmi gestapa.